# 2023 au Vatican
Chronologie du Vatican
- 2019
- 2020
- 2021
- 2022
- 2023
- 2024
- 2025
- 2026
- 2027

## Administration
- Pape : François
- Président du Gouvernorat : Fernando Vérgez Alzaga
- Camerlingue de la Sainte Église romaine : Kevin Farrell
- Cardinal secrétaire d'État : Pietro Parolin

## Chronologie

### Janvier 2023
- 5 janvier : les funérailles de Benoît XVI sont présidées par le pape François devant environ cinquante mille personnes[1]. Contrairement aux obsèques d'un pape en exercice, seules deux nations sont officiellement invitées, l'Italie et l'Allemagne ; le président Frank-Walter Steinmeier et le chancelier Olaf Scholz allemands sont présents, ainsi que le président italien Sergio Mattarella[2].
- 11 janvier : mort du cardinal australien George Pell, ancien préfet du secrétariat pour l'économie du Saint-Siège, accusé d'actes pédophiles, il fut condamné puis acquitté[3].
- 30 janvier : démission du cardinal Marc Ouellet et nomination de l'Américain Robert Francis Prevost à la tête du Dicastère pour les évêques[4].
- du 31 janvier au 5 février : le pape François se rend en voyage en République démocratique du Congo et au Soudan du Sud, voyage initialement prévu en juillet 2022 et reporté du fait de l'état de santé du pape[5].

### Février 2023
- 23 février : établissement de relations diplomatiques entre le Saint-Siège et le sultanat d'Oman[6].

### Mars 2023
- 7 mars : renouvellement du Conseil des cardinaux, chargé d'assister le pape dans la réforme de la Curie, entrée des cardinaux Vérgez Alzaga, Omella, Lacroix, Hollerich et da Rocha[7].
- 29 mars : démission du père Hans Zollner de la Commission pontificale pour la protection des mineurs, dont il était un membre important, sur fond de désaccords sur le rôle de cette commission depuis la réforme de la Constitution de la Curie romaine[8].

### Avril 2023
- 28 au 30 avril : voyage du pape François en Hongrie[9].

### Août 2023
- 1er au 6 août : Journées mondiales de la jeunesse à Lisbonne, où le pape se rend, ainsi qu'à Fátima[10].
- 31 août au 4 septembre : voyage du pape François en Mongolie[11].

### Septembre 2023
- Le Pape François a effectué une visite en Mongolie du 1er au 4 septembre[12].
- Le pape François a effectué une visite à Marseille les 22 et 23 septembre[13].